# 劉沛然
劉沛然，順天府寧河縣人，清朝政治人物、進士出身。
光緒六年（1880年），参加庚辰科殿試，登進士二甲第5名。同年五月，改翰林院庶吉士。光緒九年四月，散館，授翰林院編修。